# Lego Homemaker
 (signalé en mai 2025).
Si vous disposez d'ouvrages ou d'articles de référence ou si vous connaissez des sites web de qualité traitant du thème abordé ici, merci de compléter l'article en donnant les références utiles à sa vérifiabilité et en les liant à la section « Notes et références ».
- Archive Wikiwix
- Bing
- Cairn
- DuckDuckGo
- E. Universalis
- Gallica
- Google
- G. Books
- G. News
- G. Scholar
- Persée
- Qwant
- (zh) Baidu
- (ru) Yandex
- (wd) trouver des œuvres sur Wikidata

Lego Homemaker est une gamme de Lego orientée pour un jeune public féminin. Introduite en 1971, son thème est centré sur la vie traditionnelle à la maison. Lego Homemaker a été arrêté en 1982 avec 32 ensembles. Ont succédé à cette gamme Paradisa (1991-1997), Scala (1997-2001), Belville (1994-2009) et Friends depuis 2012.

## Ensembles
Les plus grands ensembles étaient les pièces d'une maison (cuisine, salon, salle de bains, chambres à coucher, etc.) et les petits représentaient des appareils ménagers, des meubles, une télévision et une cheminée.
D'autres ensembles représentaient une salle de classe, un salon de beauté, un bureau de secrétaire et un cabinet de médecin.
Les coloris étaient assez standards : du noir, du bleu, du rouge, du blanc et du jaune.

### Figurines Homemaker
Les figurines d'Homemaker étaient assez différentes des classiques (minifigs) étant composées principalement de briques Lego, sauf pour la tête et les bras (y compris les mains). Pour les différents âges des personnages, les tailles des bras et des jambes pouvaient différer.